# Франк Кюне
Франк Кюне  (нім. Frank Kühne, 14 грудня 1961) — німецький плавець, олімпійський медаліст.

## Виступи на Олімпіадах
| Олімпіада   | Дисципліна                            | Місце     |
| ----------- | ------------------------------------- | --------- |
| Москва 1980 | плавання на 100 метрів вільним стилем | 6 h5 r1/3 |
| Москва 1980 | плавання на 200 метрів вільним стилем | 3 h6 r1/2 |
| Москва 1980 | естафета 4 × 200 вільним стилем       | 2         |
| Москва 1980 | комплексна естафета 4 × 100           | 4 h2 r1/2 |